# Matilda Firth
Matilda Firth (Cleckheaton, Yorkshire del Oeste, Inglaterra, 1 de diciembre de 2014) es una actriz británica. Es conocida por sus papeles en Subservience, Disenchanted de Disney y Hullraisers. También ha interpretado a Ginger Lovell en la película Wolf Man (2025), de Blumhouse Productions.

## Biografía
Matilda nació en Cleckheaton, Yorkshire del Oeste, Inglaterra. Ella es la mediana de tres hermanos. Su hermano mayor, Sam, interpretó al joven Charlie en la segunda temporada de Heartstopper, y su hermano menor, Tom, interpretó a Cameron Castleton, el hermano de Matilda en pantalla, en Mr Bates vs The Post Office.

## Carrera
Firth comenzó a actuar desde temprana edad, consiguiendo su primer papel profesional a la edad de 5 años, como un personaje secundario en The Feed de Amazon Studios. Pasó los siguientes años haciendo breves apariciones en programas como The English Game y The Irregulars.
Firth causó una gran impresión en 2021, cuando tocó la fibra sensible en el anuncio navideño de McDonald's de ese año, dirigido por Bert & Bertie.
Su siguiente papel fue el de la joven Mia, en la serie de Peacock Vampire Academy, basada en la exitosa serie de libros del mismo nombre de Richelle Mead.
La primera aparición cinematográfica de Firth fue en Disenchanted de Disney, donde apareció como Bella, una niña rescatada por el personaje de Patrick Dempsey.
En 2025, Firth participó en la película de Blumhouse Wolf Man. El productor ejecutivo y director de la película es Leigh Whannell. Firth interpreta a Ginger, la hija de Blake (Christoper Abbott) y Charlotte (Julia Garner).
Otros créditos cinematográficos de Firth incluyen el papel de la joven Carole en Christmas Carole para Sky Movies, la hermana más joven de los Burnsall en Starve Acre, junto a Matt Smith, e Isla en Subservience.
Los créditos televisivos de Firth incluyen papeles en series como Time de la BBC, Coma de Channel 5, y Mr Bates vs The Post Office, una exitosa serie dramática de ITV.
En lo que quizás sea el papel televisivo más notable de Firth, interpretó el personaje de Grace en la comedia de situación Hullraisers de Channel 4.

## Filmografía

### Televisión
| Año       | Título                       | Papel                | Notas        |
| --------- | ---------------------------- | -------------------- | ------------ |
| 2022      | Vampire Academy              | Joven Mia            | 1 episodio   |
| 2022-2023 | Hullraisers                  | Grace                | 11 episodios |
| 2023      | The Power                    | Niña (no acreditada) | 1 episodio   |
| 2023      | Time                         | Nancy O'Riordan      | 3 episodios  |
| 2024      | Mr Bates vs. The Post Office | Millie-Jo Castleton  | 1 episodio   |
| 2024      | Coma                         | Sophie               | 4 episodios  |

### Películas
| Año  | Título                    | Papel                     | Notas                  |
| ---- | ------------------------- | ------------------------- | ---------------------- |
| 2022 | Disenchanted              | Bella                     |                        |
| 2022 | Typist Artist Pirate King | Niña mágica               |                        |
| 2022 | Christmas Carole          | Joven Carole              | Película de televisión |
| 2023 | Starve Acre               | Hermana menor de Burnsall |                        |
| 2024 | Subservience              | Isla                      |                        |
| 2025 | Wolf Man                  | Ginger Lovell             |                        |